# Leuconotis
Leuconotis es un género de plantas con flores con diez especies perteneciente a la familia Apocynaceae. Es originario del sudeste de Asia desde Indochina hasta Malasia.

## Taxonomía
El género fue descrito por William Jack y publicado en Trans. Linn. Soc. London 14: 121. 1823.

## Especies
| - Leuconotis anceps - Leuconotis crassifolia - Leuconotis cuspidatus - Leuconotis elastica - Leuconotis eugenifolius | - Leuconotis gigantea - Leuconotis griffithii - Leuconotis maingayi - Leuconotis subavenis - Leuconotis tenuifolia |